# Auzeodes nigroseriata
Auzeodes nigroseriata là một loài bướm đêm trong họ Geometridae.